# Dzieło D-4 Twierdzy Modlin

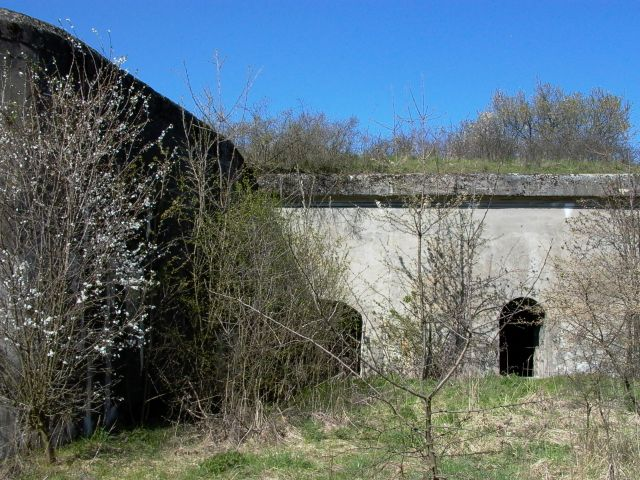
Dzieło D-4: koszary obronne w szyi.

Dzieło D-4 – jedno z dzieł pośrednich pierścienia zewnętrznego Twierdzy Modlin, wzniesione w latach 1912–1915 w ramach rozbudowy twierdzy.
Umocnienie wzniesiono niedaleko Fortu XI, we wsi Strubiny. Był to punkt oporu piechoty, z głównym obiektem – schronem koszarowym z kaponierą położonym w szyi oraz wałem otaczającym dzieło. Na wale wzniesiono betonowe schrony obserwacyjne oraz przygotowano stanowisko dla kopuły pancernej, której jednak nigdy nie zabudowano. Zamiast niezbudowanych betonowych galerii strzeleckich na wale przygotowano system okopów.
Obecnie D-4 jest opuszczone.